# Millet
Millet je francouzská společnost specializující se na outdoorové vybavení jako jsou batohy a spací pytle, vlastní ji Lafuma. Společnost nabízí také širokou škálu dalšího vybavení zejména v oblasti oblečení podobně jako například americké firmy Timberland a Columbia Sportswear.
Millet není v žádném vztahu k Millets, britskému řetězci obchodů prodávajících outdoorové oblečení.